# Roccolo del Sauch
Il Roccolo del Sauch è un'opera artistica vegetale nato in passato per scopi molto diversi ed inizialmente destinato all'uccellagione poi divenuto parco ed installazione artistica utilizzato sia a scopi ricreativi sia per l'osservazione e lo studio dell'avifauna.

## Storia
Il roccolo nacque come sito da utilizzare per pratiche di caccia affini all'uccellagione e che come tale fu oggetto di critiche. Al tempo del suo impiego per la caccia si attendeva che gli uccelli in buon numero si posassero sui rami delle gallerie e poi veniva fatta scattare la trappola. I piccoli volatili venivano spaventati in modo che fuggissero e finissero nelle reti che erano state stese allo scopo. Quando questa modalità di caccia venne vietata (nel 1968 in Italia e nel 1991 in modo specifico in Trentino) lasciò questa costruzione che venne presto vista come un edificio vegetale. Costituito in particolare di alberi di faggio e di abete fu così un labirinto, un'opera artistica arborea, un osservatorio ornitologico e un parco.

## Descrizione
Il roccolo è costituito da un intreccio di alberi ed arbusti disposti a formare colonnati e nell'insieme assume l'aspetto di un antico tempio pagano o di un monumento megalitico.

## Funzione
Un tempo era utilizzato per la caccia agli uccelli e in seguito è stato trasformato in un osservatorio ornitologico per lo studio delle rotte migratorie dell'avifauna. Ha rappresentato una delle prime postazioni fisse per l'inanellamento degli uccelli migratori in tutto il Trentino legata al Centro ecologia alpina delle Viote del Bondone.

## Viabilità e collegamenti
Il roccolo del Sauch si può raggiungere seguendo vari itinerari che toccano i comuni di Giovo, Faedo e Cembra. In auto il parcheggio più vicino al sito si trova a Fontanelle vicino a Faedo, da qui con strade forestali e sentieri nei boschi si arriva al roccolo.

I tempi di percorrenza approssimativi per il tragitto a piedi sono:
- da Faedo Pineta, poco più di un'ora.
- dalla strada per il Lago Santo, circa un'ora.
- direttamente dal Lago Santo, quasi un'ora.